# Zwemmen op de Olympische Zomerspelen 2020 – 4×100 meter wisselslag vrouwen
De 4×100 meter wisselslag vrouwen op de Olympische Zomerspelen 2020 vond plaats op 30 juli 2021 met de series, en vervolgens op 1 augustus 2021 de finale. Na afloop van de series kwalificeerden de acht snelste ploegen zich voor de finale. Regerend olympisch kampioen was de Verenigde Staten.

## Records
Voorafgaand aan het toernooi waren dit het wereldrecord en het kampioenschapsrecord
| Wereldrecord     | Verenigde Staten Regan Smith Lilly King Kelsi Dahlia Simone Manuel        | 3.50,40 | Gwangju | 28 juli 2019    |
| Olympisch record | Verenigde Staten Missy Franklin Rebecca Soni Dana Vollmer Allison Schmitt | 3.52,05 | Londen  | 4 augustus 2012 |

## Uitslagen

### Series
| Rang | Serie | Baan | Namen            | Land | Tijd    | Bijz. |
| ---- | ----- | ---- | ---------------- | --- | ------- | ----- |
| 1    | 2     | 5    | Canada           | Taylor Ruck (59,64) Sydney Pickrem (1.07,03) Margaret MacNeil (55,82) Kayla Sanchez (52,68)                         | 3.55,17 | Q     |
| 2    | 2     | 4    | Verenigde Staten | Rhyan White (59,19) Lilly King (1.05,51) Claire Curzan (57,65) Erika Brown (52.83)                                  | 3.55,18 | Q     |
| 3    | 1     | 4    | Australië        | Emily Seebohm (59,37) Chelsea Hodges (1.06,16) Brianna Throssell (57,51) Mollie O'Callaghan (52,35)                 | 3.55,39 | Q     |
| 4    | 1     | 3    | Italië           | Margherita Panziera (1.00,55) Arianna Castiglioni (1.05,26) Elena Di Liddo (56,74) Federica Pellegrini (53,24)      | 3.55,79 | Q     |
| 5    | 2     | 6    | Zweden           | Michelle Coleman (1.00,73) Sophie Hansson (1.05,61) Louise Hansson (56,79) Sarah Sjöström (53,10)                   | 3.56,23 | Q     |
| 6    | 1     | 2    | Japan            | Anna Konishi (59,75) Kanako Watanabe (1.06,34) Rikako Ikee (57,50) Chihiro Igarashi (53,58)                         | 3.57,17 | Q     |
| 7    | 2     | 3    | Russische ploeg  | Anastasia Fesikova (1.00,26) Joelia Jefimova (1.06,31) Svetlana Tsjimrova (56,95) Maria Kameneva (53,84)            | 3.57,36 | Q     |
| 8    | 1     | 6    | China            | Chen Jie (1.00,62) Tang Qianting (1.05,73) Yu Yiting (57,84) Wu Qingfeng (53,51)                                    | 3.57,70 | Q     |
| 9    | 1     | 5    | Groot-Brittannië | Cassie Wild (1.01,10) Sarah Vasey (1.06,49) Harriet Jones (57,95) Freya Anderson (52,58)                            | 3.58,12 |       |
| 10   | 2     | 2    | Nederland        | Kira Toussaint (58,99) Tes Schouten (1.09,98) Maaike de Waard (58,01) Femke Heemskerk (52,91)                       | 3.59,89 |       |
| 11   | 1     | 7    | Duitsland        | Laura Riedemann (1.00,45) Anna Elendt (1.06,17) Lisa Höpink (58,87) Annika Bruhn (54,67)                            | 4.00,16 |       |
| 12   | 2     | 7    | Wit-Rusland      | Anastasia Sjkoerdai (1.00,64) Alina Zmoesjka (1.07,25) Anastasia Koeljasjova (57,37) Nastassia Karakoeskaja (55,23) | 4.00,49 |       |
| 13   | 2     | 1    | Hongkong         | Toto Wong (1.01,61) Jamie Yeung (1.08,69) Siobhán Haughey (57,67) Camille Cheng (54,89)                             | 4.02,86 |       |
| 14   | 1     | 1    | Zuid-Afrika      | Mariella Venter (1.01,03) Tatjana Schoenmaker (1.07,41) Erin Gallagher (59,76) Aimee Canny (54,82)                  | 4.03,02 |       |
| 15   | 2     | 8    | Denemarken       | Karoline Sørensen (1.02,53) Clara Rybak-Andersen (1.08,09) Emilie Beckmann (58,99) Signe Bro (54,43)                | 4.04,04 |       |
| 16   | 1     | 8    | Spanje           | África Zamorano (1.01,78) Jessica Vall (1.07,37) Mireia Belmonte (1.00,88) Lidón Muñoz (54,11)                      | 4.04,14 |       |

### Finale
| Rang   | Baan | Namen | Land             | Tijd    | Bijz. |
| ------ | ---- | --- | ---------------- | ------- | ----- |
| Goud   | 3    | Kaylee McKeown (58,01) Chelsea Hodges (1.05,57) Emma McKeon (55,91) Cate Campbell (52,11)                  | Australië        | 3.51,60 | OR    |
| Zilver | 5    | Regan Smith (58,05) Lydia Jacoby (1.05,03) Torri Huske (56,16) Abbey Weitzeil (52,49)                      | Verenigde Staten | 3.51,73 |       |
| Brons  | 4    | Kylie Masse (57,90) Sydney Pickrem (1.07,17) Margaret MacNeil (55,27) Penny Oleksiak (52,26)               | Canada           | 3.52,60 |       |
| 4      | 8    | Peng Xuwei (59,63) Tang Qianting (1.06,09) Zhang Yufei (55,39) Yang Junxuan (53,02)                        | China            | 3.54,13 |       |
| 5      | 2    | Michelle Coleman (59,75) Sophie Hansson (1.05,67) Louise Hansson (56,12) Sarah Sjöström (52,73)            | Zweden           | 3.54,27 |       |
| 6      | 6    | Margherita Panziera (1.00,03) Martina Carraro (1.05,88) Elena Di Liddo (56,96) Federica Pellegrini (53,81) | Italië           | 3.56,68 |       |
| 7      | 1    | Maria Kameneva (59,95) Jevgenia Tsjikoenova (1.05,99) Svetlana Tsjimrova (56,70) Arina Soerkova (54,29)    | Russische ploeg  | 3.56,93 |       |
| 8      | 7    | Anna Konishi (59,92) Kanako Watanabe (1.06,61) Rikako Ikee (57,92) Chihiro Igarashi (53,67)                | Japan            | 3.58,12 |       |